# Bactris soeiroana
Bactris soeiroana är en enhjärtbladig växtart som beskrevs av Larry Ronald Noblick och Andrew James Henderson. Bactris soeiroana ingår i släktet Bactris och familjen Arecaceae. Inga underarter finns listade i Catalogue of Life.